# Cotehill
Cotehill – wieś w Anglii, w Kumbrii. W 1870-72 wieś liczyła 333 mieszkańców.